# Zeuxia sicardi
Zeuxia sicardi là một loài ruồi trong họ Tachinidae.